# Dragon Ball Z: Supersonic Warriors
Dragon Ball Z: Supersonic Warriors (ドラゴンボールZ 舞空闘劇?, Doragon Bōru Zetto: Bukū Tôgeki) è un picchiaduro basato sulla popolare serie anime di Dragon Ball Z. Ѐ stato sviluppato da Banpresto e pubblicato per Game Boy Advance il 22 giugno 2004. Dopo questo gioco, ne è stato creato un sequel nel 2005, intitolato Dragon Ball Z: Supersonic Warriors 2 per Nintendo DS.

## Modalità di gioco
- Storia - permette al giocatore di selezionare un personaggio, per poi affrontare una modalità storia con 8 battaglie. Ogni personaggio ha una propria "What If..." che fa affrontare battaglie differenti dalla storia originale di Dragon Ball Z, ma sono presenti anche tre combattimenti che seguono la storia di Namecc, degli androidi e di Majin Bu. in questa modalità sono presenti per alcuni personaggi delle "Edizioni Speciali" di nove battaglie (come ad esempio nella storia di Piccolo).
- Z-Battaglia - I giocatori si possono scontrare con 8 combattenti, sia con un unico personaggio sia con un team. La modalità rank dopo la battaglia fa guadagnare punti al giocatore, a seconda di come ha sconfitto l'avversario.
- Sfida - Una sfida in cui battere più squadre nel minor tempo possibile.
- Battaglia libera - dove il giocatore può creare le sue battaglie, non ci sono limiti al livello del personaggio.
- Versus - modalità dove si può giocare via wireless contro un altro giocatore.

## Personaggi
Ci sono 13 personaggi giocabili, ognuno con 3 livelli.
- Goku (Base/Kaiohken, Super Saiyan, Super Saiyan 2)
- Gohan (Super Saiyan 2, Guerriero Supremo)
- Piccolo (Unione con Nail, Fusione con Dio, Fusione con il Grande Mago Piccolo)
- Crilin (Supporto di Gohan, Supporto di Tenshinhan, Genkidama)
- Vegeta (Base, Super Vegeta, Majin Vegeta)
- Trunks (Super Saiyan, Super Trunks)
- Ginyu (Ginew, Squadra Ginew)
- Frieza (Forma Finale, Mecha Frieza, Forma Finale 100%)
- Dr. Gero
- Android #18 (N°18, Supporto N°17, Supporto N°16)
- Cell (Forma Perfetta, Forma Super Perfetta)
- Majin Bu (Normal Bu, Super Bu)
- Gotenks (Super Saiyan 3)